# Tomás Rivera
Tomás Rivera (Crystal City, Texas, 22 de diciembre de 1935 – Fontana, California, 16 de mayo de 1984) fue un autor, poeta y pedagogo chicano. De 1979 hasta su muerte en 1984, fue rector de Universidad de California en Riverside.
Como autor, a Rivera se le recuerda por su novela corta ...y no se lo tragó la tierra, un monólogo interior al estilo de William Faulkner.

## Biografía
Sus padres emigraron a los Estados Unidos desde México y se ganaron la vida en la recogida de fruta. Él mismo, de joven, llegó a trabajar en el campo. Consiguió salir de sus orígenes humildes y graduarse en la Southwest Texas State University (ahora, Texas State University), seguido de su doctorado en University of Oklahoma. Rivera dio clases en institutos del Sudoeste de EE. UU. y en las universidades de Sam Houston State University y University of Texas at El Paso. 
Fue miembro del consejo de numerosas organizaciones, incluyendo el Educational Testing Service, la Carnegie Foundation for the Advancement of Teaching, el American Association for Higher Education y el American Council on Education. Asimismo servio en comités de educación bajo las presidencias de Carter y Reagan.
La profesora Paquita Suárez Coalla ha realizado trabajos de investigación sobre su obra.

## Premios
- Premio Quinto Sol, por ...y no se lo tragó la tierra

## Publicaciones
Prosa
- Rivera, Tomás (1971), ...y no se lo tragó la tierra " ... And The Earth Did Not Devour Him", Berkeley, CA: Quinto Sol, ISBN 0915808099, OCLC 456459.. Translated as Rivera, Tomás (1987), This Migrant Earth, Trans. Rolando Hinojosa, Houston: Arte Público, ISBN 0934770557..

Poesía
- Rivera, Tomás (1973), Always and Other Poems, Sisterdale, TX: Sisterdale, OCLC 6065690..
- Rivera, Tomás (1990),  Olivares, Julián, ed., The Searchers : Collected Poetry, Houston: Arte Público, ISBN 978-1558850187..
- Rivera, Tomás (1991),  Olivares, Julián, ed., Tomás Rivera: The Complete Works, Houston: Arte Público, ISBN 978-1558850392..

Cine
- ...And the Earth Did Not Devour Him. American Playhouse Theatrical Films presents a production of KPBS and Severo Pérez Films; produced by Paul Espinosa; written and directed by Severo Pérez. New York, NY: Kino International. Kino Video, 1997.[4]